# Bandera de Gallifa
La bandera oficial de Gallifa té el següent blasonament:
Bandera apaïsada, de proporcions dos d'alt per tres de llarg, groga, amb el gall vermell de l'escut d'alçària 4/6 de la del drap, al centre.
Va ser aprovada el 8 de setembre de 2006 i publicada en el DOGC el 27 de setembre del mateix any amb el número 4727.

## Curiositat
Altres banderes de disseny similar:

Bandera de Valònia